# Aardbevingen van New Madrid (1811-1812)

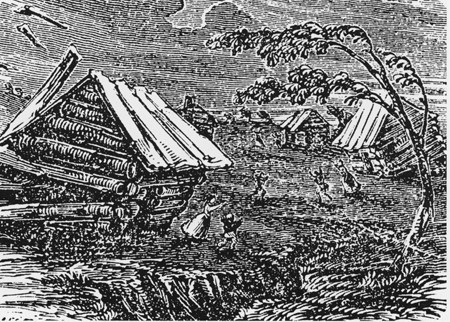
De aardbeving van New Madrid, 19^{e}-eeuwse houtsnede

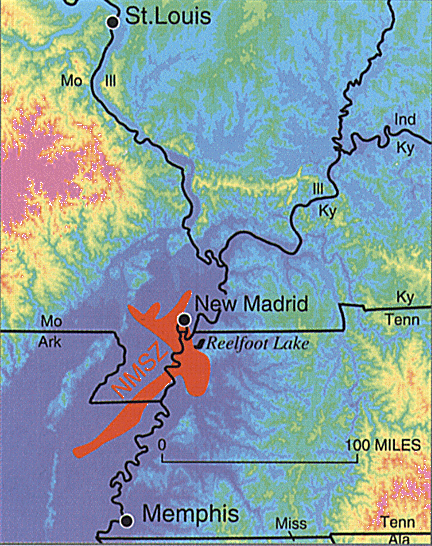
New Madridbreuk met huidig hoogriscogebied aardbevingen volgens USGS (1996)

De Aardbevingen van New Madrid waren een reeks van zware aardbevingen met talrijke naschokken, die optraden van medio december 1811 tot in het voorjaar van 1812. De aardbevingen, waarvan de drie zwaarste, evenals minstens een naschok, een kracht van 7 à 8 bereikten op de schaal van Richter, kregen hun naam naar de belangrijkste plaats die zich toen in de buurt van de epicentra in het uiterste zuidoosten van het huidige Missouri bevond, New Madrid. Dit viel destijds onder het Louisianaterritorium en had ongeveer vierhonderd inwoners.
In het continentale deel van de Verenigde Staten ten oosten van de Rocky Mountains was dit de zwaarste serie aardbevingen die er tot nu toe konden worden geconstateerd. De schokken werden sterk of matig sterk waargenomen over een oppervlakte van drie miljoen km2, terwijl dit voor de vergelijkbare aardbeving van San Francisco in 1906 voor een oppervlakte van zestienduizend km2 gold. Het gebied rond de epicentra was nog dun bevolkt, het betrof vooral de vallei van de Mississippi tussen de 36e en 37e breedtegraad. Er is wel informatie over de aangebrachte schade en de grote wijzigingen in het landschap, maar niet over het exacte aantal slachtoffers, met name onder de relatief talrijke inheemse bevolking. Doordat de kolonisten vooral in blokhutten woonden viel het aantal doden onder hen waarschijnlijk mee.
Op de schaal van Richter haalden de schokken minimaal een kracht 7,2 maar ze waren waarschijnlijk vergelijkbaar met de kracht 8 van andere grote aardbevingen op Amerikaans grondgebied. Ze haalden de kranten maar raakten in de 19e eeuw relatief in vergetelheid door de aanvallen van indianen na de slag bij Tippecanoe en vooral door de dreigende oorlog van 1812.
Mede door het enkele maanden eerder verschijnen van de Grote Komeet van 1811 werd er door velen een magische betekenis aan toegekend. Met name veel indianen zagen het als een teken dat ze geloof moesten hechten aan de oproepen van Tecumseh en zijn broer, de profeet Tenskwatawa, om gezamenlijk in verzet te komen tegen de Amerikaanse kolonisatie. Dit geloof zou sterk bijdragen aan het in 1813 uitbreken van de Eerste Creek Oorlog.
In het betreffende gebied zijn sinds 1812 voortdurend trillingen en soms nog aardbevingen blijven optreden, het wordt de seismische zone van New Madrid genoemd en vormt een niet gering risico op een natuurramp van ongekende omvang in de Verenigde Staten.

## Waarnemingen 1811-1812
- Op 16 december 1811, om 2:15 lokale tijd, trad er volkomen onverwacht een eerste aardbeving op bij het huidige Blytheville in het noordoosten van Arkansas.[12] Ter hoogte van het huidige Memphis (Tennessee) had de aardbeving een kracht van IX op de schaal van Mercalli (Mw 7,5). Tot 1400 kilometer verder werden vele mensen in het oosten van de huidige Verenigde Staten erdoor wakker.[13] Bootreizigers op de Mississippi en bewoners van de oevers hebben verslagen genoteerd over de heftigheid van de gebeurtenissen, al is het nogal eens onduidelijk of ze het daarbij over de gevolgen van een afzonderlijke aardbeving hebben of over de cumulatieve effecten van alle bodembewegingen.[14] Eliza Bryan, onderwijzeres in New Madrid, beschreef dat de Mississippi kortdurend terugstroomde en vermeldde tevens in het bijzonder dat er in het gebied vaak zeer luid "gedonder" was te horen, maar dat dit een jaar voor de eerste aardbeving was opgehouden om na de aardbevingen in lichtere vorm terug te keren.[15] President Madison rapporteerde dat hij de schok gedurende een vijftal minuten in Washington waarnam, evenals lichtere naschokken in het volgende uur. Twee personen hielden een nauwkeurig logboek bij van alle trillingen: In Louisville had Jared Brooks daartoe een zelfgebouwde seismometer in gebruik en in Cincinnati (Ohio) hield Daniel Drake een nauwkeurig verslag bij.[16][17][18] John M. Reynolds, later gouverneur van Illinois, beschrijft zowel de komeet als de aardbevingen in zijn biografie.[19]

Een seismische golf verwoestte door bodemvervloeiing het dorpje Little Prairie (bij het huidige Caruthersville). Over een oppervlakte van 600.000 km2 werd een kracht VII waargenomen. Door het dalen en rijzen van de bodem en door opspuitende zandvulkanen werd het landschap gewijzigd, zo ontstond vanaf toen onder andere het 61 km2 grote Reelfoot Lake in Tennessee en zonk vruchtbare landbouwgrond in Arkansas voor tientallen jaren weg in de St. Francis-laaglanden.

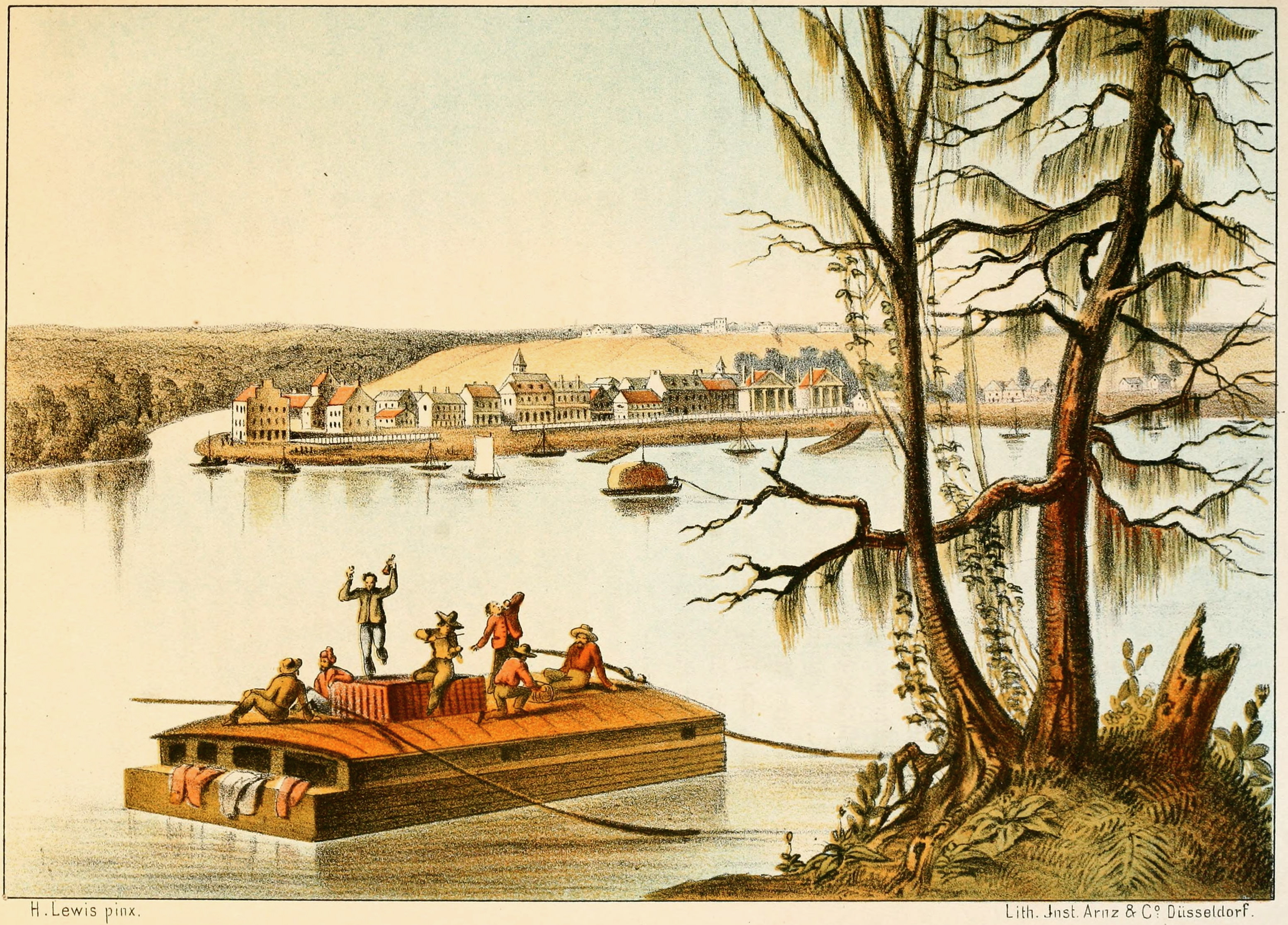
Platbodem op de Mississippi bij dorp in Louisiana, ca. 1847, lithografie door Henry Lewis

- Vijf uur later was er een vrijwel even sterke (na)schok met als epicentrum het zuidoosten van Missouri, terwijl er dezelfde en de volgende dag nog vele lichtere schokken waren.[24] Vanwege het onophoudelijk trillen van de bodem waren de bewoners van het gebied meteen uit hun voornamelijk houten huizen gevlucht en bleven buiten bivakkeren; hierdoor werden er bijvoorbeeld in New Madrid zelf slechts twee doden geregistreerd.[25] Een veel groter, maar onbekend, aantal varenden op de Mississippi kwam tijdens de aardbevingen om door ongelukken met de boten als gevolg van het heftig rijzen en dalen van het water, instortende oevers, het plotselinge ontstaan en weer verdwijnen van stroomversnellingen, van eilanden en van scheuren in de grond, en door het bij duizenden tegelijk afknappen van bomen. Een groot aantal platbodems lag die nacht bij eilanden en oevers in het gebied aangemeerd en alleen al bij New Madrid vergingen bijna vijftig van dergelijke boten.[26] Door de voortdurende aardbevingen en trillingen werden mensen  uiteraard zeer angstig, ze kregen last van duizeligheid, misselijkheid en derealisatieverschijnselen.Door Nicholas Roosevelt gebouwde (1811) eerste rader(stoom)boot New Orleans op de Ohio en Mississippi (gravure door David Scattergood, 1856)

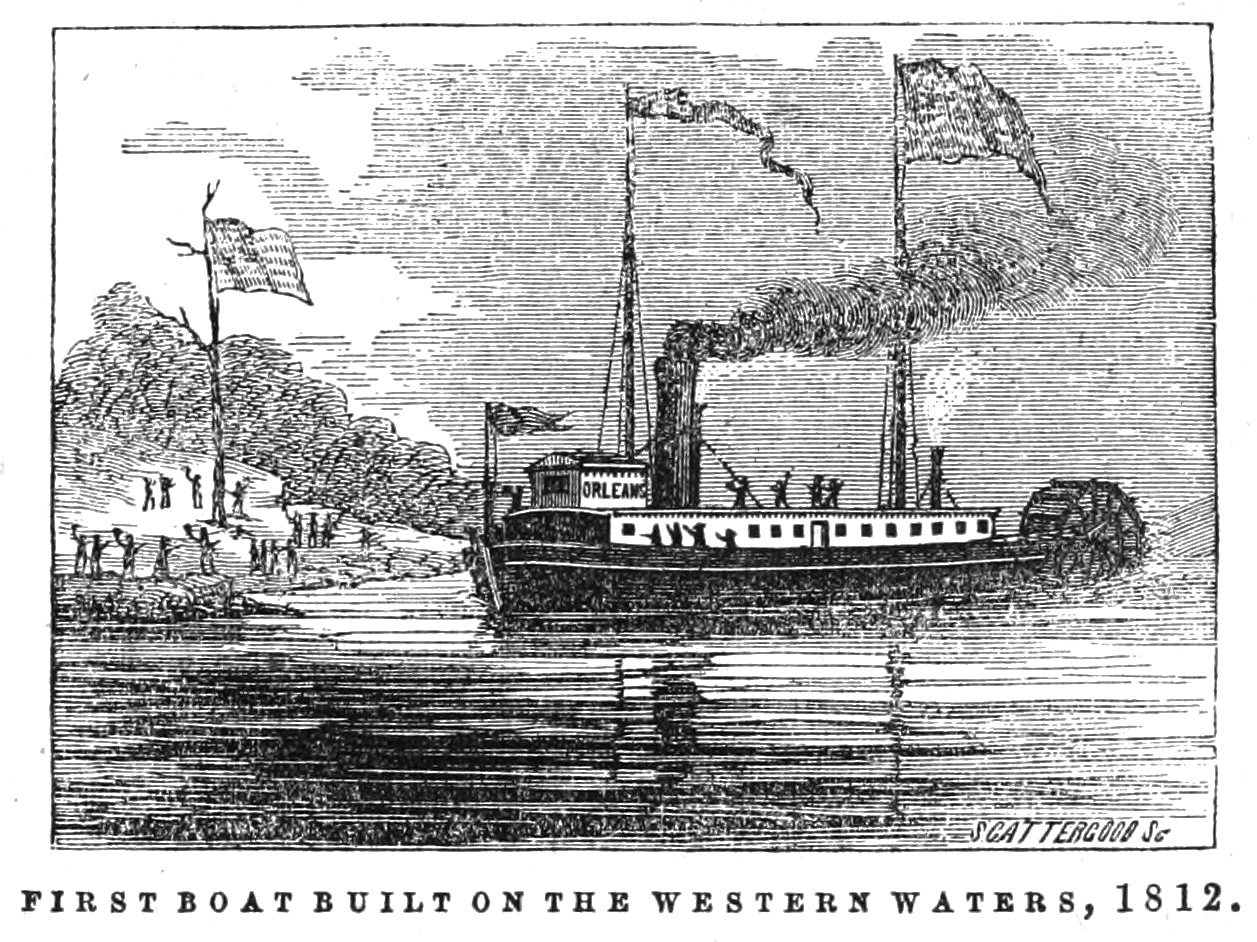
Door Nicholas Roosevelt gebouwde (1811) eerste rader(stoom)boot New Orleans op de Ohio en Mississippi (gravure door David Scattergood, 1856)

Vanaf 16 december werden er in het gebied elke dag trillingen waargenomen en tot eind 1812 maakte het wachten op nieuwe onderdeel uit van het dagelijks leven. Een honderdtal bewoners van Little Prairie waren hun huizen ontvlucht en zochten, vol angst door het verwoeste en aanhoudend onrustige gebied lopend, een veiliger plek in het noorden. Ze kwamen daags voor Kerstmis na een tocht van bijna vijftig kilometer aan bij New Madrid om tot hun ontzetting vast te stellen dat ook daar iedereen in tenten verbleef.
- Als tweede grote aardbeving wordt die van 23 januari 1812, rond 9:15, gezien. Deze veroorzaakte schade over een gebied van 600.000 km2. Als epicentrum wordt hiervoor het gebied net ten zuiden van New Madrid (de hak van de Missourilaars) beschouwd. Nicholas J. Roosevelt maakte rond deze tijd met zijn gezin zijn eerste tocht op de Mississippi met zijn raderstoomboot, de New Orleans; bij de eerste schokken bevonden ze zich in Owensboro (Kentucky) en op 19 december voeren ze langs New Madrid. Zijn meereizende zwager John Latrobe stelde vast dat sommige oeverbewoners zich in nog grotere angst gingen verstoppen voor zijn vaartuig terwijl anderen erom smeekten aan boord genomen te worden om uit het gebied weg te kunnen vluchten.[28] Ook moesten ze vluchten voor indianen die de stoomboot als oorzaak van de aardbevingen zagen.John James Audubon, ca. 1841, National Gallery of Art

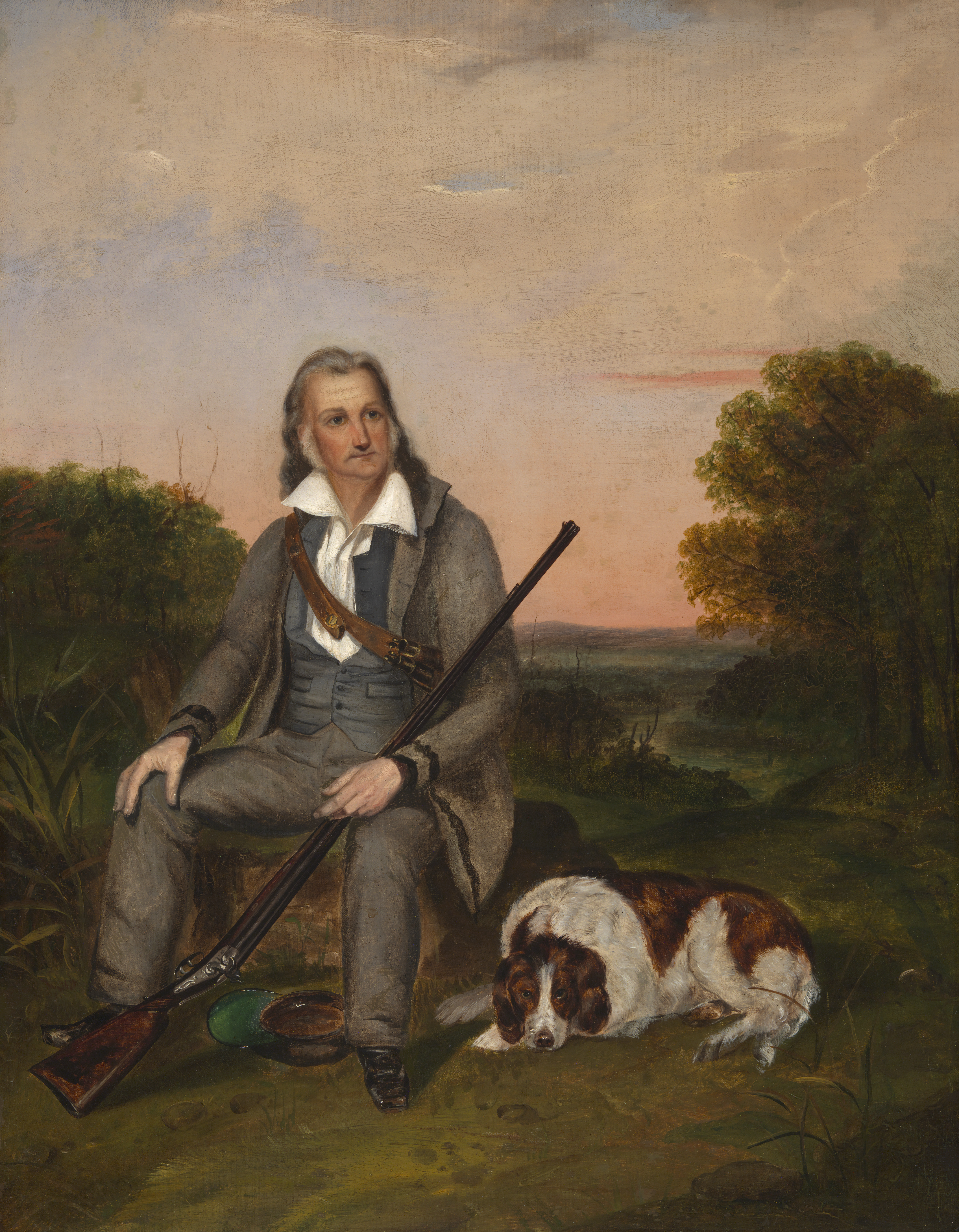
John James Audubon, ca. 1841, National Gallery of Art

- De grootste schok, minstens even zwaar als de allereerste, greep plaats op 7 februari 1812 rond 3:45 en verwoestte onder andere volledig New Madrid (waar het straatniveau van het oorspronkelijke stadje na de aardbevingen drie tot vijf meter lager bleek te liggen en geleidelijk nog verder wegzakte in de rivierbedding) evenals het indiaanse dorp Tuckabatchee (in de buurt van het huidige Montgomery (Alabama)), terwijl er ook schade werd aangericht in Saint Louis en zelfs in Cincinnati. Volgens Charles Richter was dit de zwaarste aardbeving die in het continentale deel van de Verenigde Staten ten oosten van de Rocky Mountains ooit kon worden waargenomen.[29]

Het was vooral na deze aardbeving dat het water van de Mississippi gedurende een aantal uren terugstroomde. Audubon was toen in Kentucky en beschrijft hoe hij bij deze derde aardbeving de aarde zag golven "als een korenveld in de wind". Er volgde dezelfde dag rond 10:40 een zware naschok. New Madrid werd heropgebouwd, terwijl Tuckabatchee voorgoed verdween.
In totaal werden er tot april 1812 ongeveer tweeduizend trillingen en naschokken gevoeld, soms tot in Connecticut of New Orleans. Volgens sommige verslagen was de aarde constant in beweging tussen 23 januari en 4 februari. Van zuidwest naar noordoost ontstonden tot acht kilometer lange scheuren, waarin zich kokend en kolkend het water van de Mississippi stortte, terwijl deze op andere plaatsen acht meter boven het normale niveau rees. In Cape Girardeau stortten huizen in en onder andere in Pittsburgh, Cincinnati en Newport trad schade op aan stenen huizen en kwamen schoorstenen naar beneden. In Boston luidden kerkklokken spontaan evenals in Charleston (South Carolina) aan de oostkust, waar ook scheuren in de grond ontstonden.

## Gelovigen en speculanten
Bewoners beleefden de ramp als van Bijbelse proporties en velen meenden een verband te zien tussen de Grote Komeet van 1811 en het optreden van de aardbevingen. De komeet was in het Midden-Westen zichtbaar van 5 september 1811 tot half januari 1812 en velen meenden dan ook dat de aardbevingen door haar (meer bepaald door haar gevorkte staart) veroorzaakt werden. Wijdverbreid was ook de vrees dat beide natuurverschijnselen het ophanden zijn van de Dag des oordeels aankondigden en zowel de baptistische als methodistische kerk zagen een grote toevloed van tijdelijke "aardbevingschristenen".

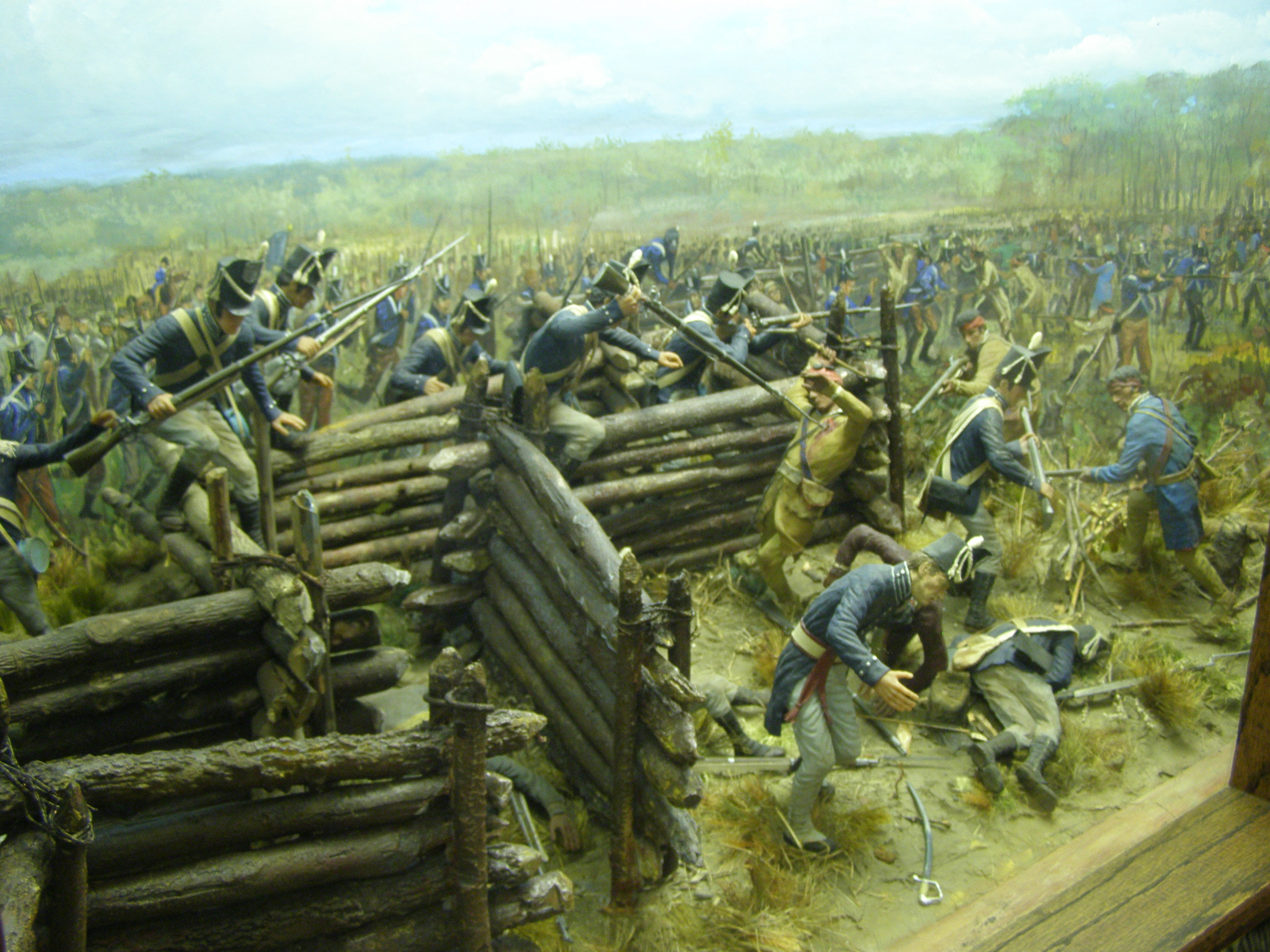
Eerste Creek oorlog, diorama: Definitieve nederlaag (27 maart 1814) van de Creeks bij Horseshoe Bend (Alabama)

Tecumseh had een paar maanden eerder in Tuckabatchee een vergadering van honderden indianen toegesproken met het oog op een gezamenlijke bond tegen de Amerikanen. Vele indianen geloofden nu dat niet alleen de komeet, maar ook de aardbevingen in verband stonden met zijn boodschap en dat hij, meer nog dan zijn broer de profeet Tenskwatawa, over goddelijke krachten bechikte. Geruchten verspreidden zich dat hij de aardbevingen had voorspeld of eigenmachtig had veroorzaakt: hij zou zelfs hebben aangekondigd dat hij bij aankomst in Detroit, ten teken dat ze zich allen naar hem moesten begeven, op de grond zou stampen, waardoor hun huizen zouden instorten - wat in Tuckabatchee gebeurde. Hoe onwaarschijnlijk sommige geruchten over Tecumseh ook, ze leidden in ieder geval onder de Creeks en ook andere volken tot besluiten om de strijd aan te gaan.

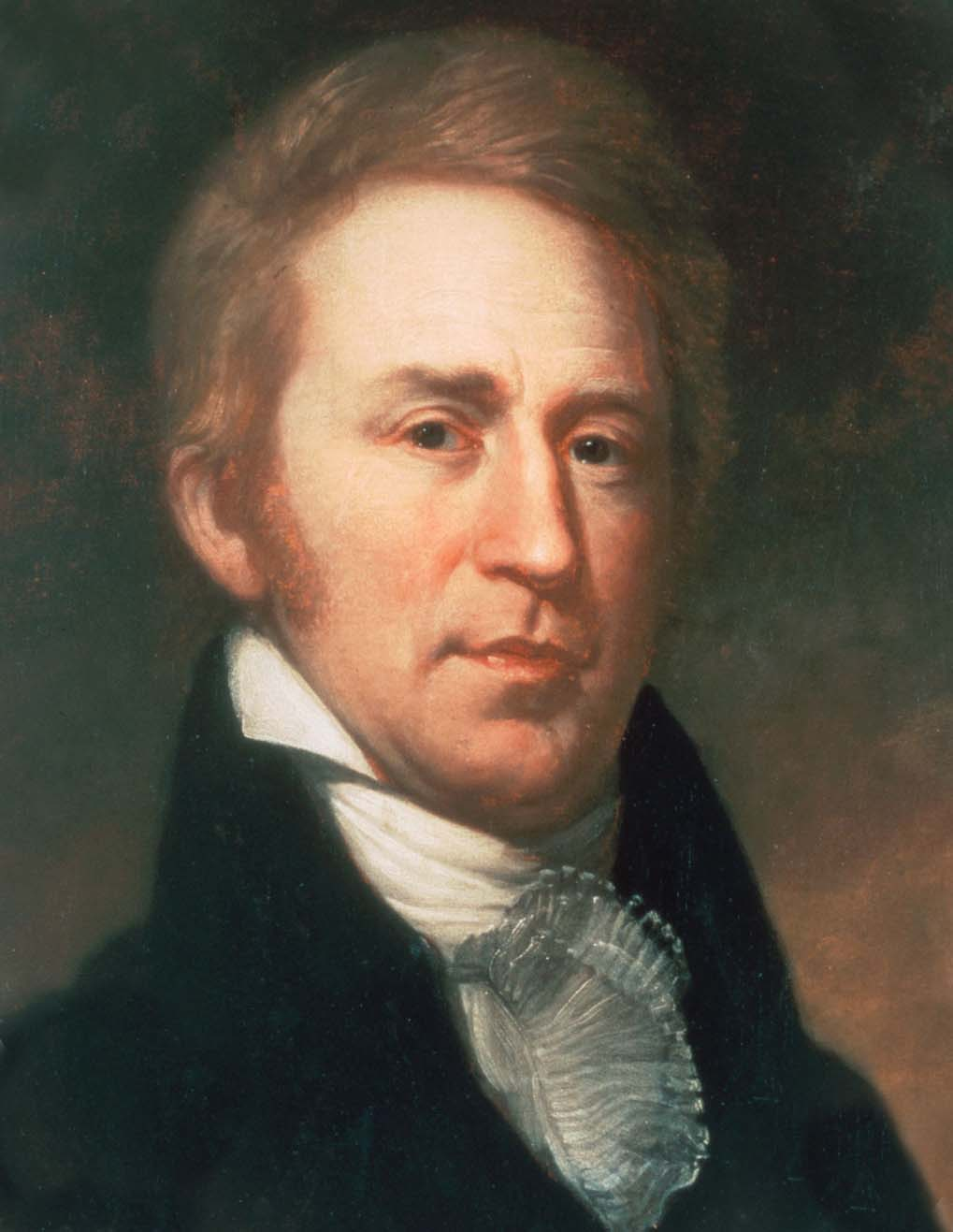
William Clark (1810), schilderij door Charles Willson Peale

Onder de velen die de door de aardbevingen veroorzaakte landschapswijzigingen beschreven was ook Charles Lyell, die het gebied in 1846 bezocht en van getuigen vernam hoe meren in enkele minuten waren opgedroogd, zodat enkel de vissen achterbleven, terwijl er op andere plaatsen nieuwe meren, eilanden en moerassen waren ontstaan.
Pas toen de oorlog met het Verenigd Koninkrijk door de Vrede van Gent was beëindigd kwam de Amerikaanse regering ertoe om de slachtoffers van de aardbevingen te compenseren. Ruim drie jaar na de ramp nam het Congres op 17 februari 1815 de Relief Act aan. Personen waarvan de eigendom door de aardbevingen verwoest was konden een even groot stuk grond binnen bepaalde voorwaarden elders krijgen, tot een maximum van 2,6 km2 (640 acres).
Voordat de gedupeerde eigenaars hiervan op de hoogte waren werden hun terreinen al massaal opgekocht door speculanten. In de ogen van de bewoners van Missouri bleken de speculanten degenen die het grootste voordeel haalden uit de nieuwe wet. Een van dezen was William Clark, die vanwege zijn verdiensten als ontdekkingsreiziger in 1813 was aangesteld als gouverneur van het Missouriterritorium. Overigens was hij het wel geweest die in 1814 al bij het Congres had aangedrongen op een uitkering voor de getroffenen. De publieke woede over zijn zelfverrijking werd in 1820 handig uitgebuit door zijn politieke tegenstanders, wat er mede toe leidde dat hij de verkiezingen verloor van Alexander McNair en niet de eerste gouverneur werd van Missouri als staat.

## Seismische zones

Reelfoot Rift: geologische structuur volgens USGS

Vanaf februari 1812 tot op heden zijn er, met epicentra in hetzelfde gebied, voortdurend kleine en een paar grote schokken blijven optreden. Zo was er op 4 januari 1843 een schok met een kracht van 6 bij Marked Tree in Arkansas, op 31 oktober 1895 een van minstens 6,3 bij Charleston (Missouri) - waar vrijwel elk gebouw werd beschadigd - en op 24 maart 1976 een schok met magnitude 5 in Poinsett County (Arkansas).

Sinds het einde van de jaren zeventig vindt men via paleoseismologie (geologisch en archeologisch onderzoek en C14-datering) steeds meer bewijzen dat er ook eerder in hetzelfde gebied aardbevingen zijn opgetreden van vergelijkbare kracht: namelijk rond de jaren 1450, 900 en 300 n. Chr. evenals rond 1700, 2350, 3500 en 4800 v. Chr.

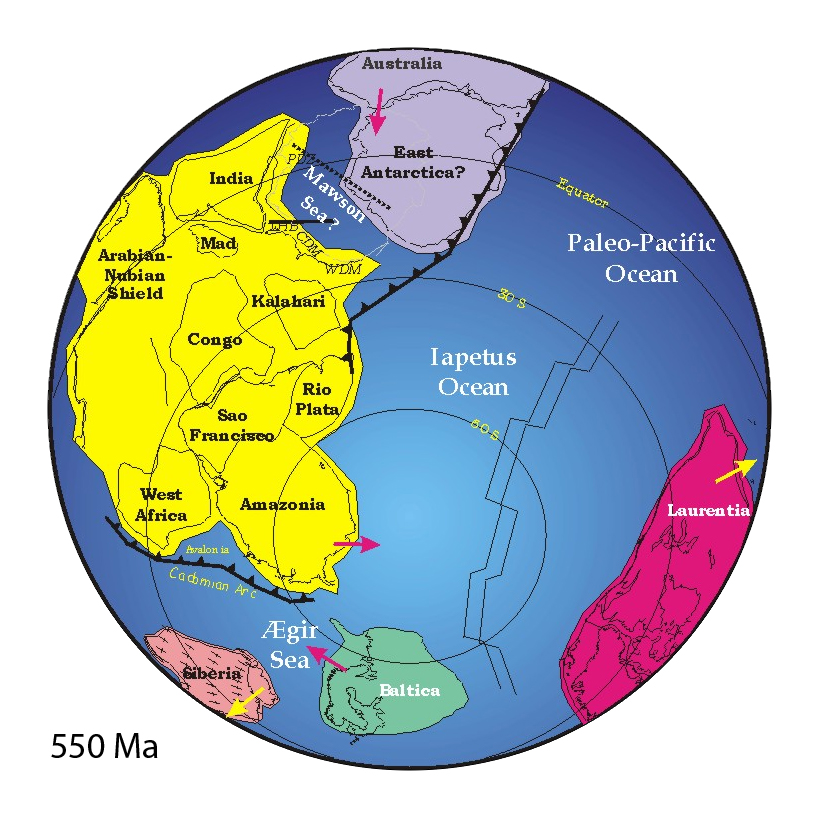
De continenten na scheuren van het supercontinent Rodinia, 550 miljoen jaar geleden

Onder het stroomgebied van de Mississippi bevindt zich hier de Reelfoot Rift, een zogenaamd aulacogen, een zwakkere plek als gevolg van het feit dat de tektonische plaat hier zowel wordt samengedrukt als uit elkaar getrokken: Meer dan 500 miljoen jaar geleden, tegen het einde van het Precambrium, werd het supercontinent Rodinia in een wilsoncyclus opengetrokken, waardoor naast Noord-Amerika's voorloper Laurentia de Iapetusoceaan ontstond. Bij die tektonische beweging vormde zich als een onvolledige geologische breuk van de Noord-Amerikaanse Plaat de rift, die door dikke lagen sediment werd bedekt maar nog steeds seismisch actief is.
Het middelste stroomgebied van de Mississippivallei vertoont binnen de Verenigde Staten het grootste aantal aardbevingen ten oosten van de Rocky Mountains. De seismische zone die naar deze aardbevingen is genoemd vormt een opvallend geologisch verschijnsel doordat ze zich niet aan de rand maar middenin een tektonische plaat bevindt. De seismische zone van New Madrid strekt zich in vijf staten uit over een gebied van ongeveer 300 bij 80 kilometer, van Cairo (Illinois) in het noordoosten tot Marked Tree.
Naar het noordoosten in het verlengde ervan bevindt zich de wat kleinere seismische zone van de Wabashvallei. Ook voor deze zone is aangetoond dat er in de laatste 20.000 jaar aardbevingen zijn ontstaan met een kracht van mogelijk meer dan 7. Bovendien zijn er aanwijzingen dat het risico op een grote aardbeving hier toeneemt ten opzichte van de seismische zone van New Madrid. Sinds juni 1987 waren er in dit gebied vier duidelijk voelbare aardschokken (M 3,8 à 5,4). Na 1895 ging de zwaarste schok (M 5,5) in deze seismische zones uit van de Wabashvallei, namelijk op 9 november 1968, met als epicentrum Charleston in Missouri.

## Ramprisico

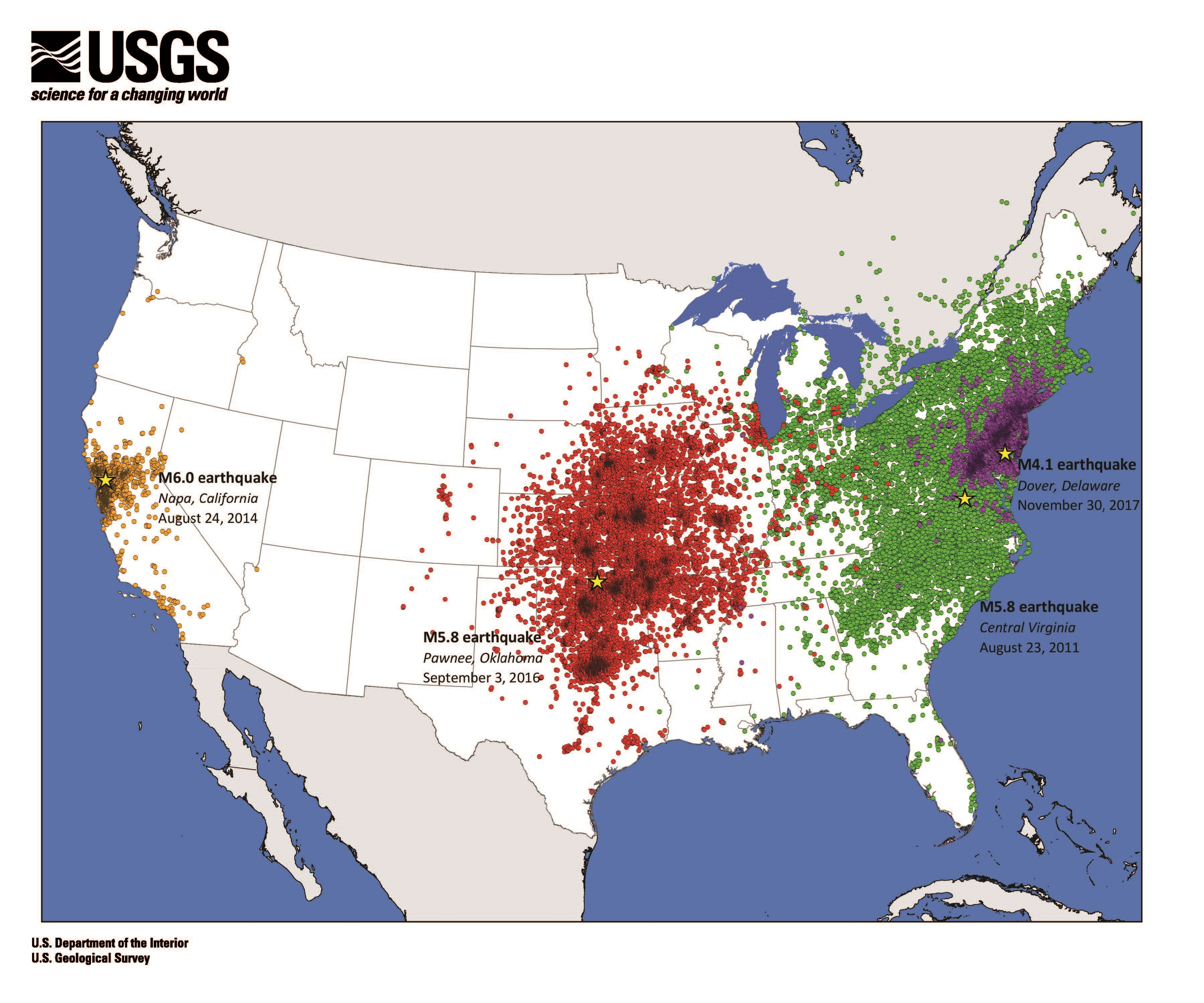
Gebied met voelbare trillingen bij vier vrij vergelijkbare aardbevingen in de Verenigde Staten, volgens USGS (2018)

Van de aardbevingen in de Verenigde Staten die niet het gevolg waren van subductie waren die van 1811-1812 de zwaarste. Seismische trillingen verplaatsen zich ten oosten van de Rocky Mountains over veel grotere afstanden dan ten westen daarvan. Hoewel aangeduid als het Flyover country is het gebied dat door een vergelijkbare aardbeving als die in 1812 getroffen zou worden inmiddels veel meer bewoond en verstedelijkt en zou er schade kunnen optreden in twintig staten.
De Reelfoot Rift vormt een aanhoudend risico op een buitengewoon omvangrijke ramp in het Midden-Westen en (zuid-)oosten van de Verenigde Staten - tenzij de voortdurend waargenomen bewegingen nog steeds naschokken zijn van de gebeurtenissen van meer dan tweehonderd jaar geleden. Dit laatste lijkt echter minder waarschijnlijk, aangezien de lichte tot matige schokken blijven doorgaan en gemiddeld nog steeds niet in kracht afnemen.
Betreffende een nu optredende ramp als in 1812 (uitgaande van een kracht van 7,7 op de schaal van Richter) kwam een team van de Universiteit van Illinois en Virginia Tech in 2009 tot de volgende berekening: de staten Tennessee, Arkansas en Missouri zouden het hevigst getroffen worden, met ernstige schade in Memphis en St. Louis; er zouden 86.000 slachtoffers vallen, waaronder 3.500 doden, en er zouden meer dan 700.000 gebouwen beschadigd worden; meer dan zeven miljoen mensen zouden ontheemd zijn en de directe economische schade zou volgens de toenmalige koers meer dan 300 miljard dollar bedragen.
Voor de seismische zone van New Madrid schatte de USGS in 2009 de kans op een aardbeving met magnitude 7 of meer in de volgende vijftig jaar op 7 à 10 %; en de kans op een schok met magnitude 6 op 28 à 46 %. 
Volgens de USGS is er in de komende honderd jaar een kans van 36 à 74 % op lichtere of grotere schade door een aardbeving in dit gebied. Een onderzoek gepubliceerd in december 2023 schat de kans voor het optreden van schade door een aardbeving uitgaande van de Reelfoot Rift op 75 à 95 % in de komende honderd jaar.

## Galerij

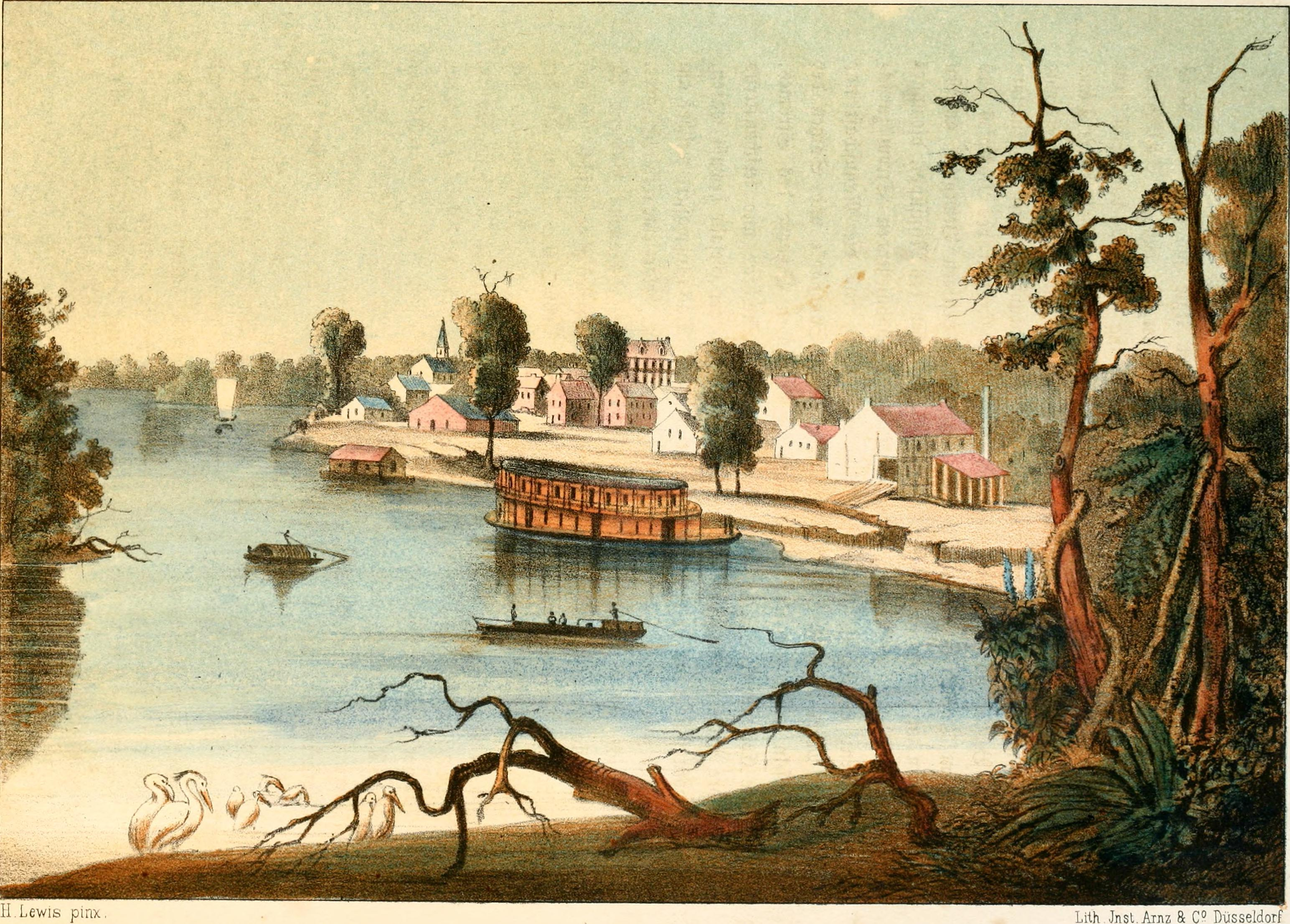
New Madrid ca. 1847, lithografie door Henry Lewis
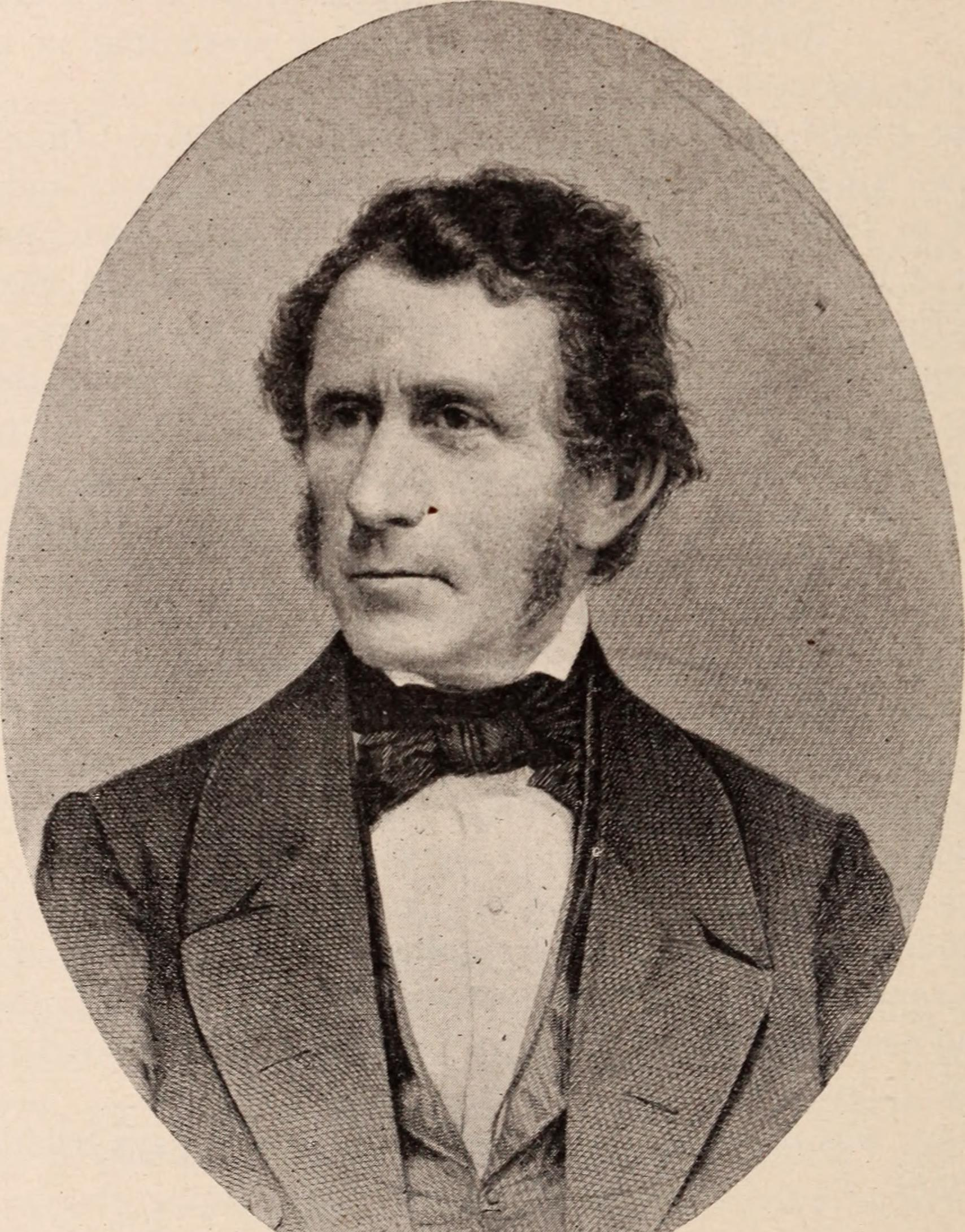
Daniel Drake, tekening (1895) door James Moores Ball
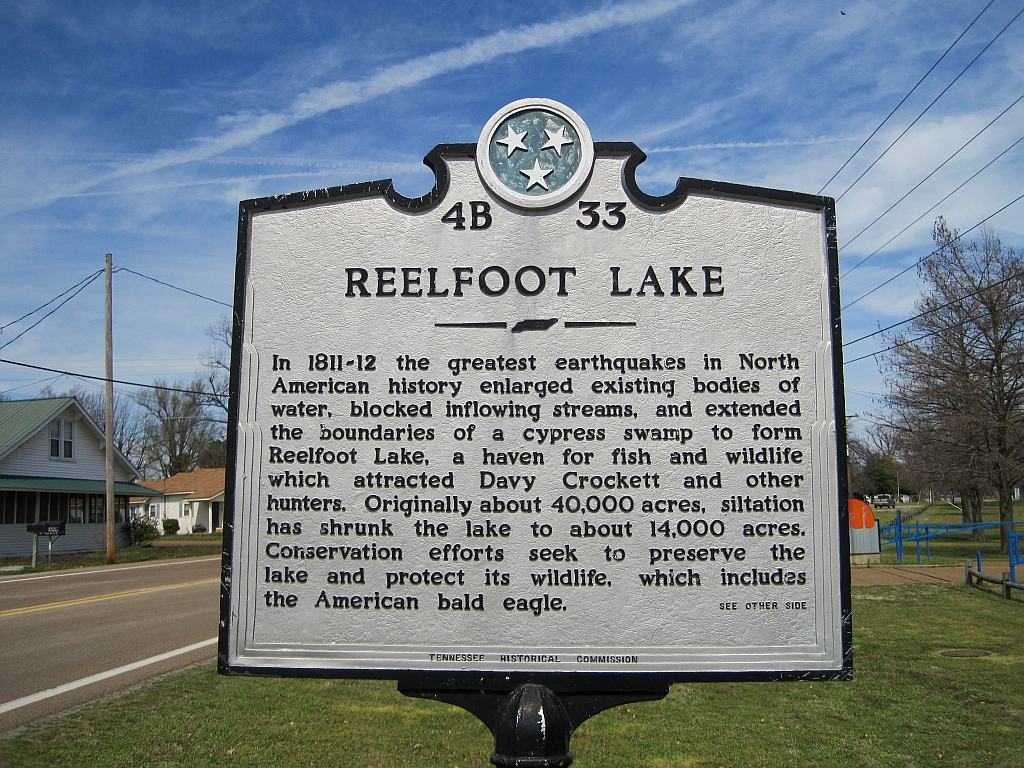
Reelfoot Lake, gedenkteken New Madrid-aardbevingen
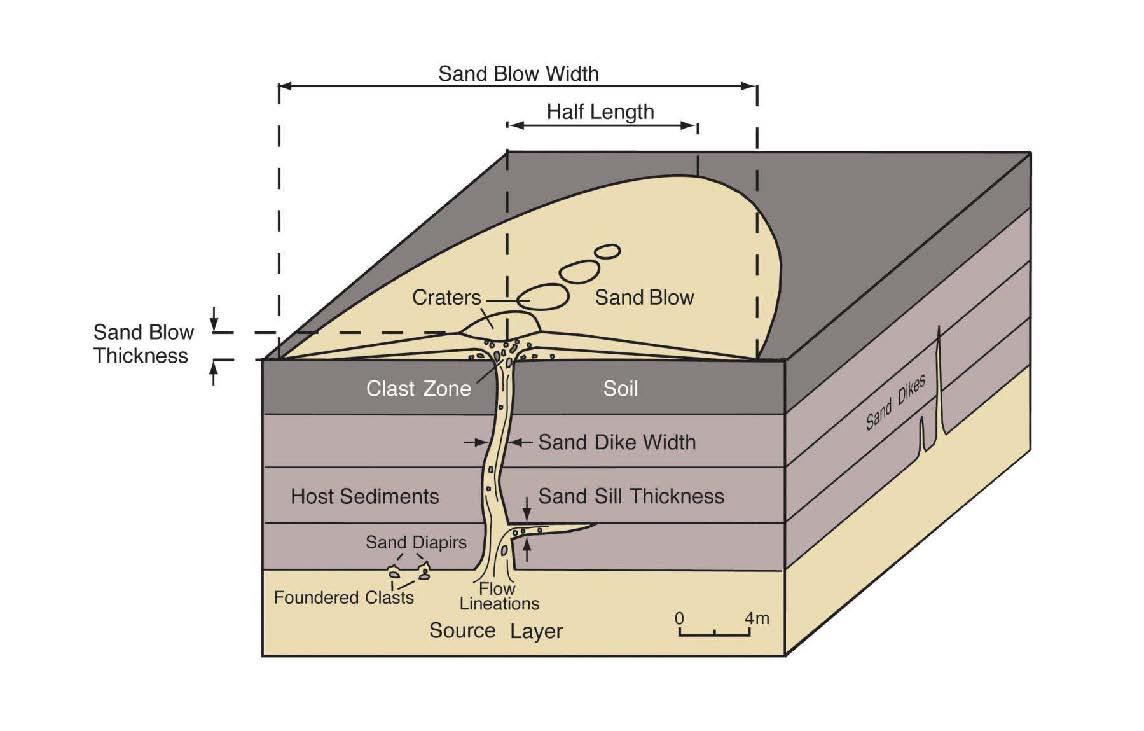
Ontstaan van zandvulkanen door bodemvervloeiing bij een aardbeving
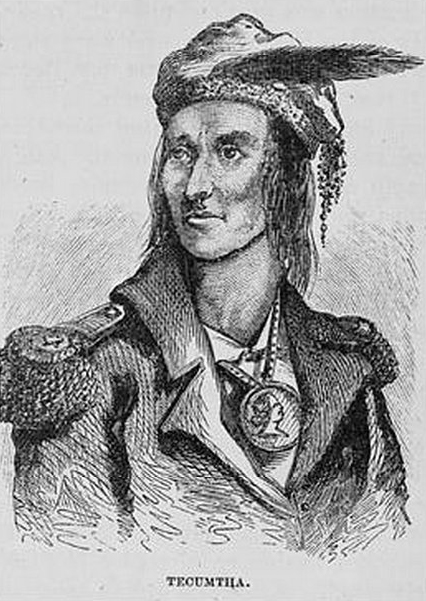
Tecumseh, houtsnede (1868) door Benson John Lossing
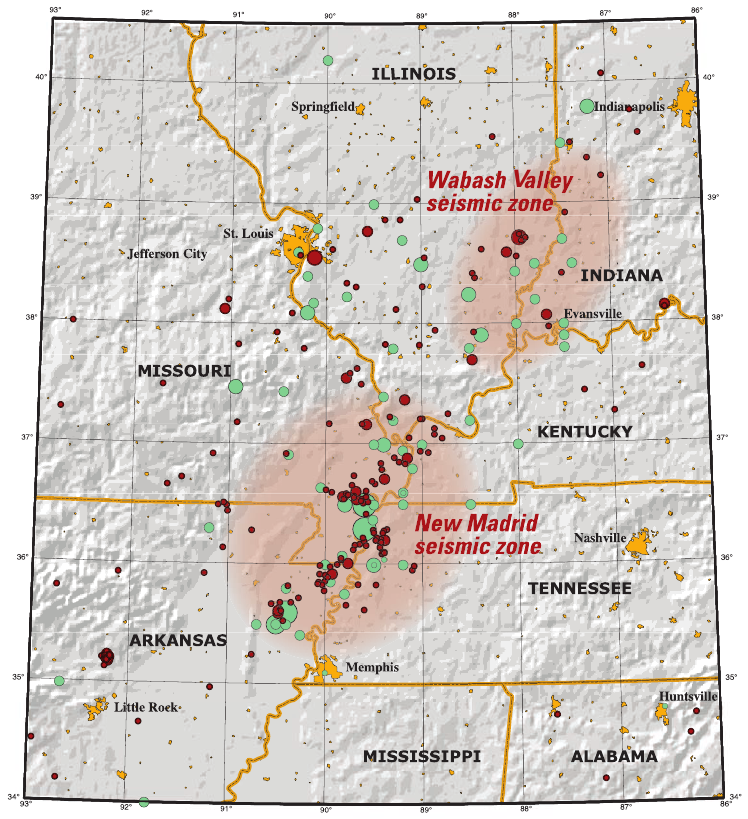
Seismische zones van New Madrid en de Wabashvallei, met aardbevingen (kracht 2.5 of meer) van voor 1974 (groene cirkels) en van 1974 tot 2002 (rode cirkels).
- Aardbevingsrisico per staat in de Verenigde Staten
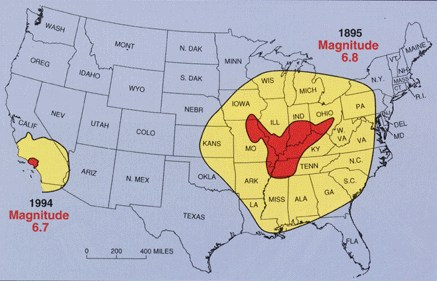
Vergelijking tussen een aardbeving in de seismische zone van New Madrid (1895, M 6,8) en een gelijkaardige vanuit de San Andreasbreuk (Los Angeles 1994, M 6,7); geel toont het gebied met voelbare trillingen (M 3,5+), rood met minstens lichte schade aan gebouwen (M 5,0+).
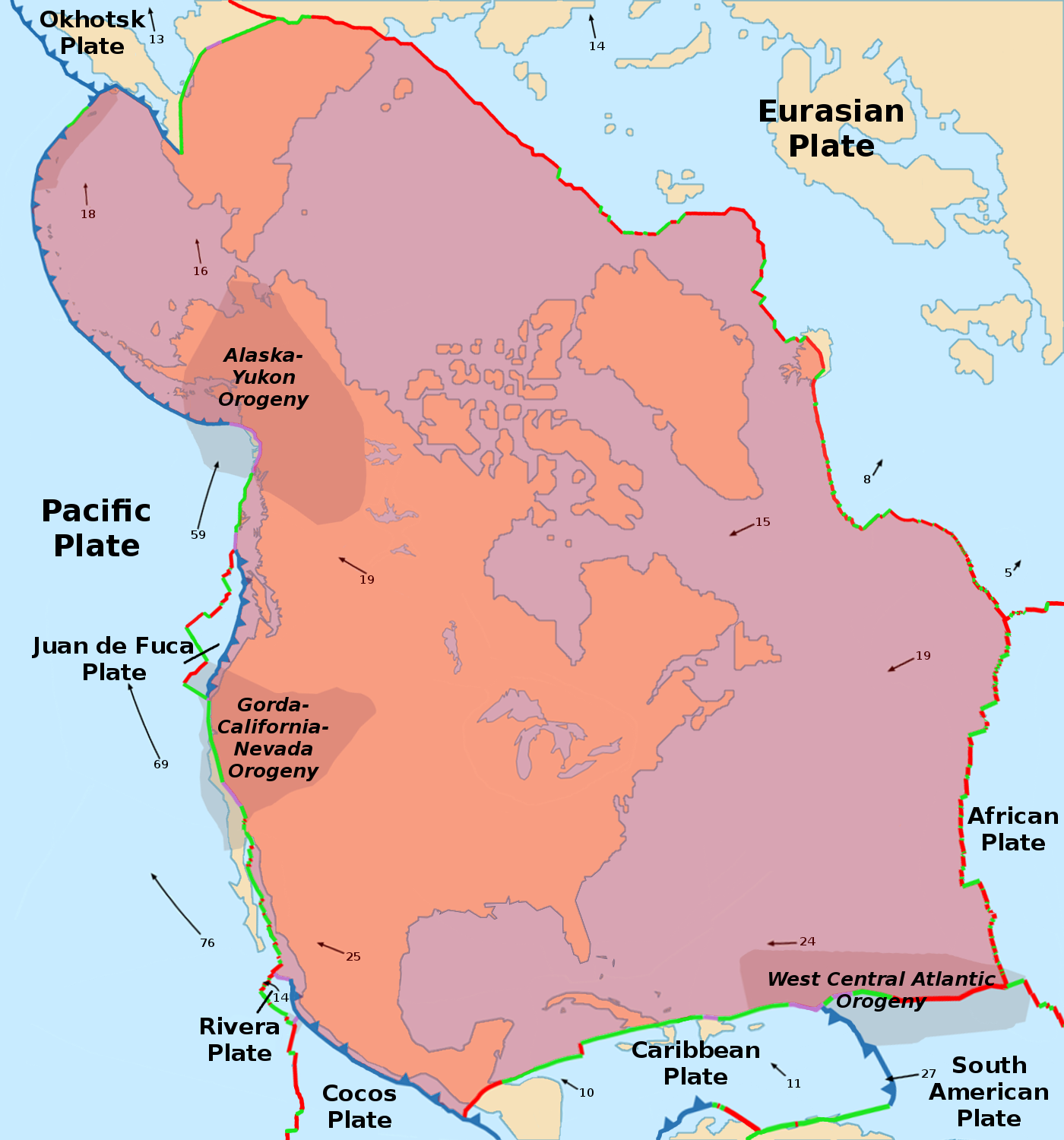
Kaart van de Noord-Amerikaanse Plaat, de randen hiervan zijn een paar duizend kilometer verwijderd van New Madrid